# Megan Buydens
Megan Buydens (ur. 13 kwietnia 1983) – kanadyjska zapaśniczka. Dwukrotna złota medalistka mistrzostw panamerykańskich, w 2011 i 2012. Srebrny medal na igrzyskach Wspólnoty Narodów w 2010. Mistrzyni Wspólnoty Narodów w 2009.
Piąta w Pucharze Świata w 2010; szósta w 2013; siódma w 2006 i 2011 i ósma w 2009. Brąz na akademickich MŚ w 2008 roku. Zawodniczka University of Saskatchewan.